# Pyrkershöhe
Die Pyrkershöhe (auch Pyrkerhöhe, früher Patriarchenhügel und Patriarchenkogl) ist eine Streusiedlung in der Gemeinde Bad Gastein im österreichischen Bundesland Salzburg.

## Geografie
Die Pyrkershöhe gehört zur Ortschaft Bad Gastein und zur Katastralgemeinde Badgastein. Die Siedlung liegt zwischen der Strecke der Tauernbahn mit der parallel dazu verlaufenden Landesstraße B167 im Westen und dem Fluss Gasteiner Ache im Osten. Südlich der Pyrkershöhe mündet der Palfner Bach in die Gasteiner Ache.
Rund um die Pyrkershöhe sind fünf Gesteinsformationen als Naturdenkmale ausgewiesen: die Gletschertöpfe an der Kaiser-Franz-Josef-Straße im Nordwesten seit 1931, der Gletschertopf beim Parkhaus im Nordosten seit 1984, die Gletscherschliffe an der Einmündung der Kötschachtaler Straße in die K.-H.-Waggerl-Straße im Osten seit 1931, der überhängende Echofelsen schräg gegenüber dem Geburtshaus von Karl Heinrich Waggerl im Südosten seit 1962 und der Gletschertopf am Südabhang seit 1931. Bei einer Erhebung der Vogelarten des Gasteinertals in den 1980er Jahren wurde auf der Pyrkershöhe der Berglaubsänger (Phylloscopus bonelli) als wahrscheinlicher Brutvogel beobachtet.

## Geschichte

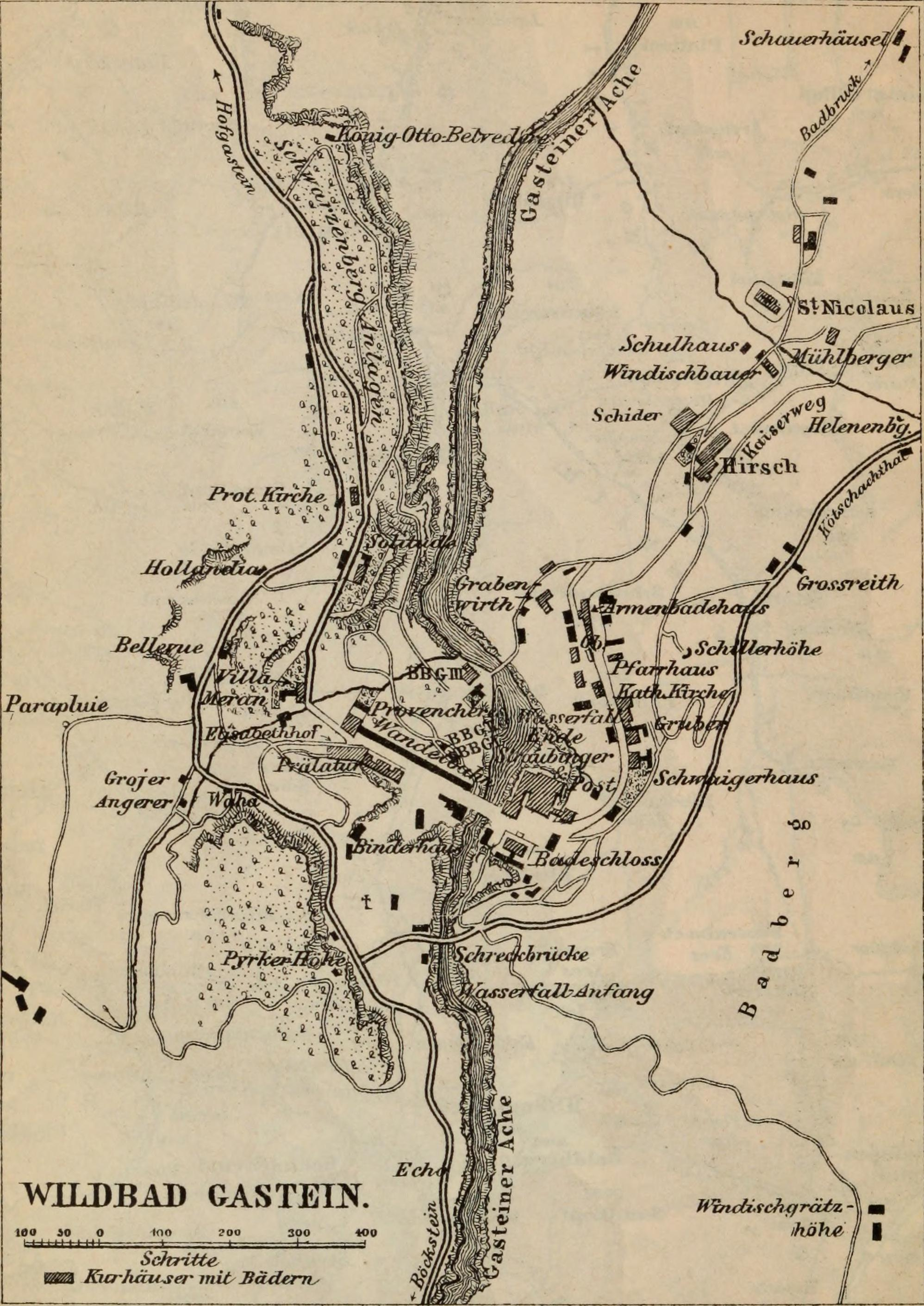
Pyrkershöhe auf einer Karte von Wildbad Gastein von 1888

Die Pyrkershöhe ist nach dem Bischof und Dichter Johann Ladislaus Pyrker benannt. Zunächst hieß die Erhebung, ebenfalls nach ihm, Patriarchenhügel. Pyrker kam erstmals 1817 ins Gasteinertal und wurde in den nachfolgenden Jahren zu einem wichtigen Bauherrn und Wohltäter im Tal. Auf der späteren Pyrkershöhe ließ er eine sogenannte Eremitage errichten.

## Kultur und Sehenswürdigkeiten
Die Felsentherme Bad Gastein am Fuß der Pyrkershöhe steht unter Denkmalschutz. Sie wurde von 1967 bis 1968 nach Plänen von Gerhard Garstenauer erbaut. Das daran anschließende Kurbadehaus wurde 1930 nach einem Entwurf von Friedrich Walz errichtet.

## Infrastruktur
Die Siedlung ist über den nahegelegenen Bahnhof Bad Gastein an den öffentlichen Verkehr angeschlossen. Auf der Anhöhe steht der ORS-Sender Bad Gastein 2, der 1981 errichtet wurde und eine Masthöhe von 22 m aufweist.